# Marcel Baillette
Pas d'image ? Cliquez ici

a Compétitions nationales et continentales officielles uniquement.

b Matchs officiels uniquement.
Dernière mise à jour le 25 mars 2023.
Marcel Baillette (né le 12 octobre 1904 à Perpignan, dans les Pyrénées-Orientales et mort le 30 avril 1987 à Toulon, dans le Var) est un ancien joueur français de rugby à XV.
Considéré comme une des premières légendes du Rugby Club toulonnais, il fait partie, en avril 2023, des 8 premiers joueurs à être intronisés dans le Hall of Fame du club, notamment aux côtés de Marcel Bodrero.

## Biographie
Marcel Baillette a joué en équipe de France et évoluait aux postes de centre ou ailier (1,73 m pour 76 kg).
Il participa à huit finales d'épreuves nationales d'importance et accomplit l'exploit d'être champion de France avec 3 clubs différents (Arnaud Marquesuzaa réussira le même exploit 36 années plus tard puis Maxime Mermoz et Yoan Montès).
Il fut nommé Chevalier de l'Ordre national du Mérite.

## Carrière

### En club
- jusqu'en 1927 : US Perpignan
- 1927-1930 : US Quillan
- 1930-1945 : RC Toulon

### En équipe nationale
- Il a disputé son premier match en équipe de France le 1er janvier 1925 à 21 ans contre l'équipe d'Irlande, et le dernier le 17 avril 1931 contre l'équipe d'Allemagne.
- Tournois des Cinq Nations disputés : 1925, 1926, 1927, 1930, 1931

## Palmarès

### En club
- Champion de France : 1925, 1929, 1931
  - Finaliste : 1924, 1926, 1930
- Challenge Yves du Manoir : 1934

### En équipe nationale
- 17 sélections en équipe de France (3 essais) entre 1925 et 1931, dont une en tant que capitaine le 5 avril 1926 face à l'équipe du Pays de Galles
- Sélections par année : 3 en 1925, 2 en 1926, 3 en 1927, 1 en 1929, 4 en 1930, 4 en 1931
- Second (ex æquo) du Tournoi des Cinq Nations : 1930, 1931